# Torre Roja (Viladecans)
La Torre Roja es una fortificación medieval situada en Viladecans cuyo nombre originalmente era Torre Burguesa porque era desde donde se controlaba la Cuadra Burguesa, controlada por jurisdicción del territorio del Castell d'Eramprunyà . Su nombre actual se debe al color rojo característico de las rocas del territorio del Eramprunyà con las que está construida.
Inicialmente esta construcción era una torre de planta cuadrada con cuatro pisos de altura construida en el siglo XIII. Las edificaciones anexas laterales son de principios del siglo XIX, realizadas por el arquitecto Francisco de Paula Nebot por encargo de Mercè Pratmarsó propietaria del edificio en la época. 
A finales de la década de 1970 se utilizó como instituto público de forma provisional mientras se construía el actual Instituto de Sales. Actualmente preside una plaza a la que da nombre y en su interior, en la planta baja, está ubicada la sede del Servicio de Ocupación de Cataluña (SOC, antiguo INEM)y el resto del edificio está destinado al Área de planificación Territorial y Promoción del Ayuntamiento de Viladecans.